# Eddie Colquhoun
Eddie Colquhoun (Prestonpans, Escocia; 29 de marzo de 1945 – 16 de abril de 2023) fue un futbolista británico que jugó de defensa central.

## Carrera

### Club
| Periodo   | Club                     | Apariciones | Goles |
| --------- | ------------------------ | ----------- | ----- |
| 1962–1967 | Bury FC                  | 81          | 2     |
| 1967–1968 | West Bromwich Albion FC  | 46          | 1     |
| 1968–1978 | Sheffield United FC      | 363         | 21    |
| 1978–1980 | Detroit Express          | 69          | 4     |
| 1979–1980 | Detroit Express (indoor) | 11          | 1     |
| 1981      | Washington Diplomats     | 9           | 0     |

### Selección nacional
Jugó para Escocia en 11 ocasiones de 1967 a 1973.

## Vida personal
Su nieto Ben Wiles juega con el Rotherham United.

## Logros
- FA Cup (1): 1968
- División Central de la Conferencia Americana de la NASL (1): 1978